# Kispetri
Kispetri (románul Petrinzel) falu Romániában, Szilágy megyében.

## Fekvése
Az Almás völgyében fekszik Sztána (románul Stana) és Váralmás (románul Almașu) között.

## Első említése
Első említése a XIV. századból maradt fenn. 1850-ben Kis Petri, 1873-ban Petri, 1920-ban Petrindul mic néven említik.

## Története
A település valószínűleg a kalotaszegi várak egyike, az Almás vár alatt elterülő Dezsőfalvából alakult ki a tatárjárás után (1241). Régi egyházas hely, Demeter nevű plébánosát a pápai tizedjegyzék többször említi.
A trianoni békeszerződésig Kolozs vármegye Hídalmási járásához tartozott.
1850-ben 535 fős lakosságából 409 vallotta magát magyarnak, 1992-ben 228 főből 211 fő magyar, akik mind reformátusok.

## Látnivaló
Tűzvész pusztította középkori templomának helyén az 1700-as években emeltek új templomot, melyet 1903-ban átépítettek. Umling Lőrinc által 1745-ben festett mennyezeti kazettáit, valamint szószékét (1715) és úrasztalát (1698) Budapesten, a Néprajzi Múzeumban őrzik. Két harangja közül a kisebbiket Tamásfalvy Krisztina grófnő ajándékozta a gyülekezetnek, 1712-ben.

## Képgaléria

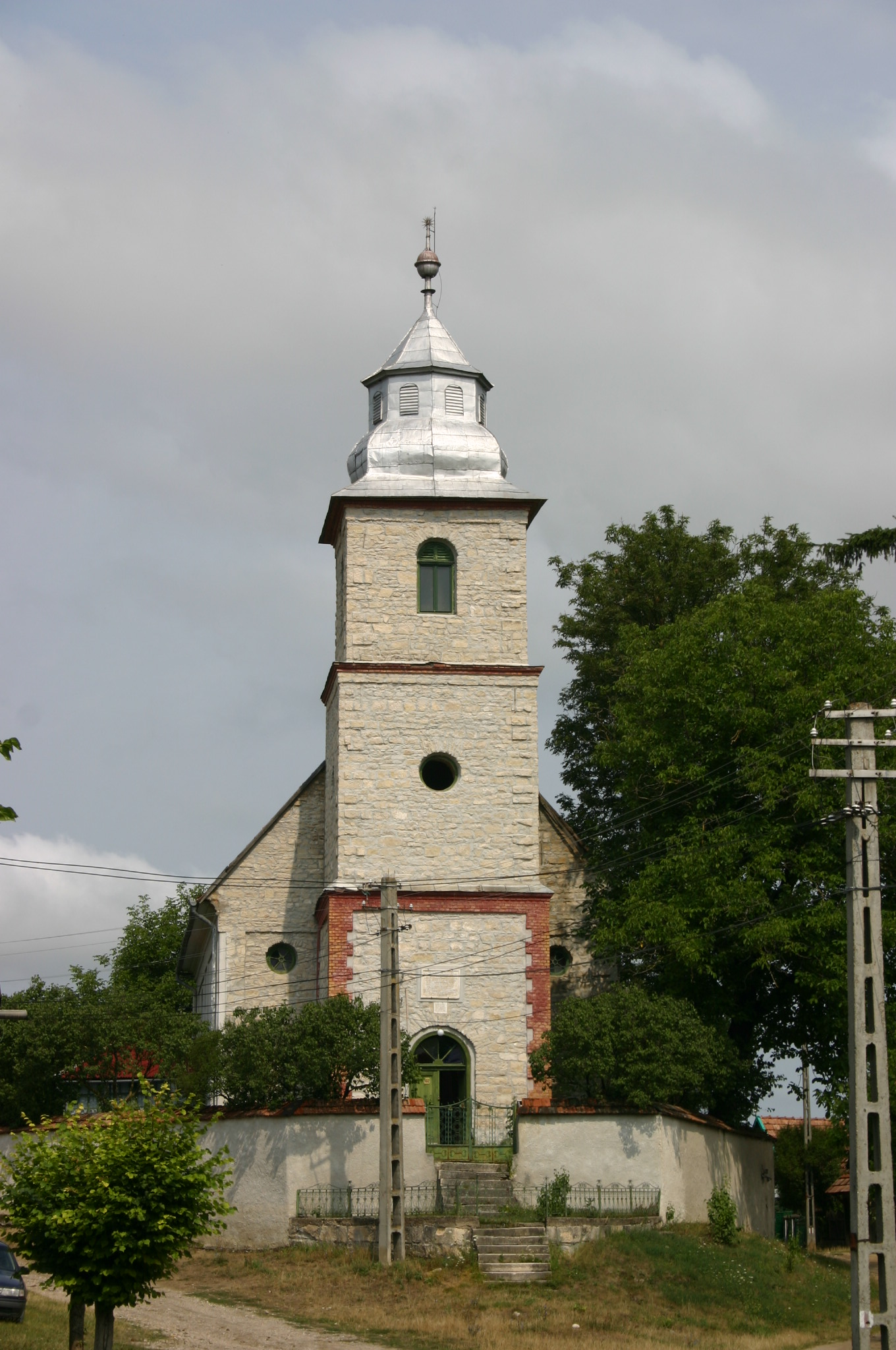
Református templom - Kispetri
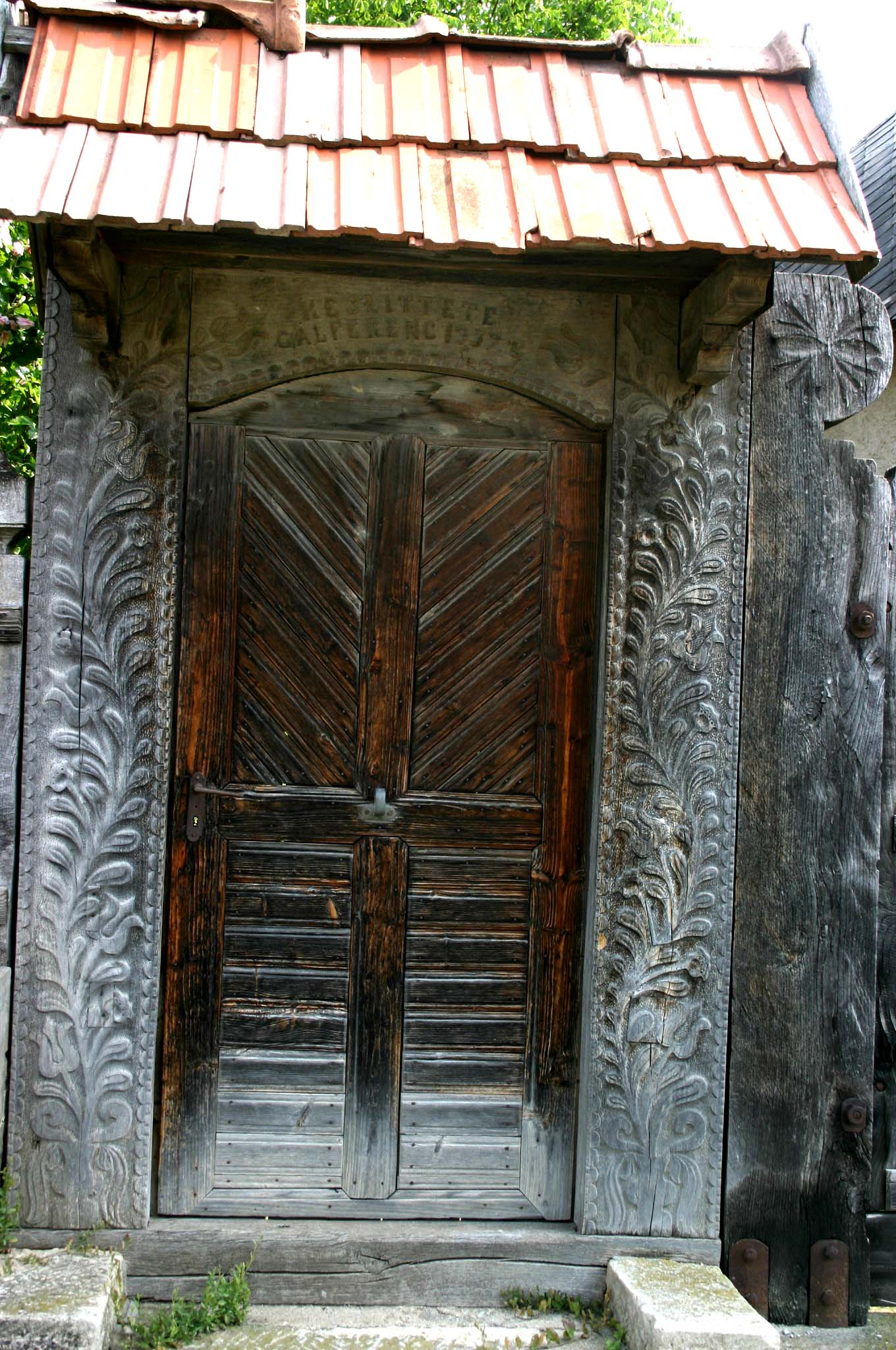
Kapu - Kispetri
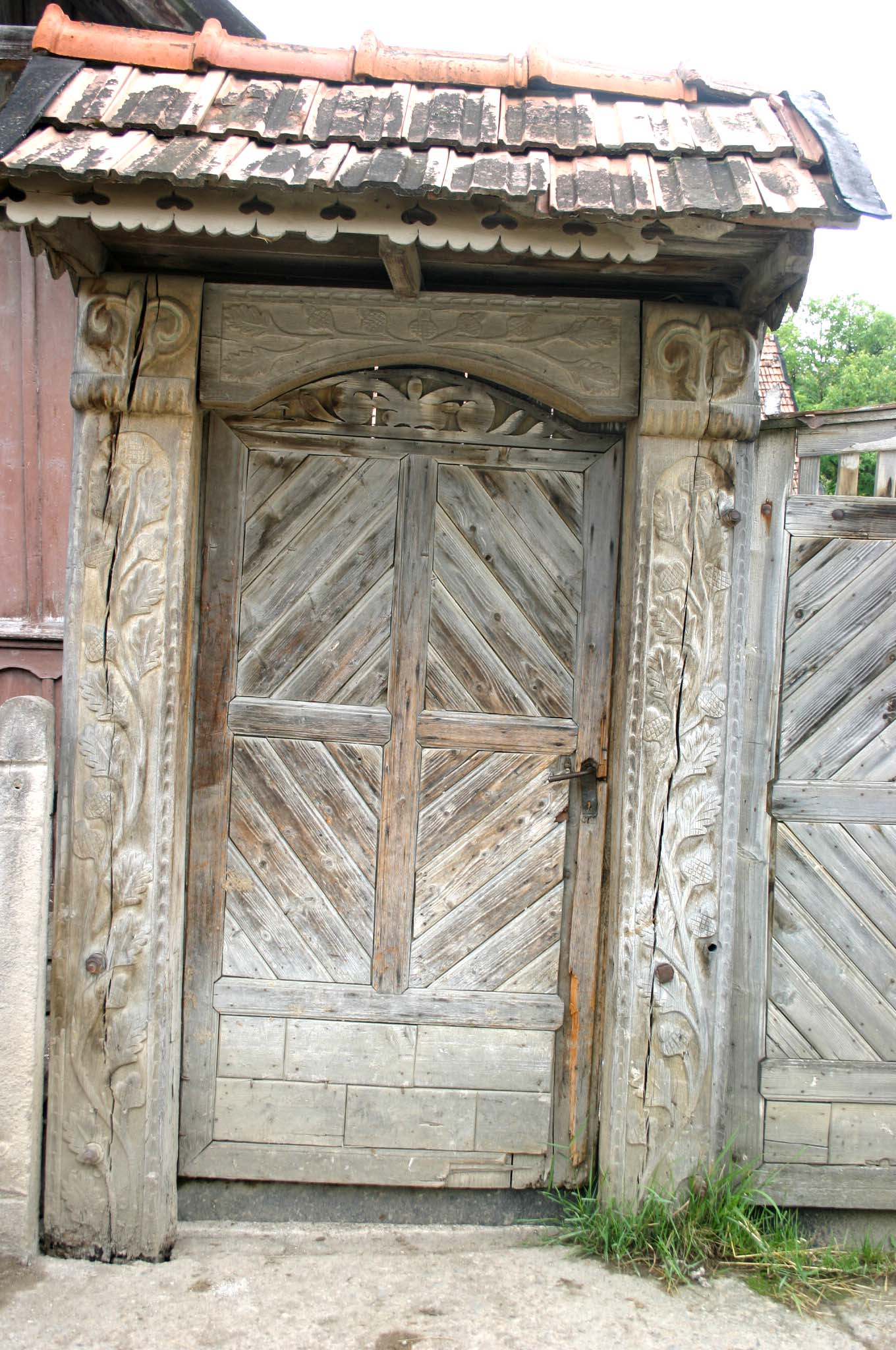
Kapu - Kispetri
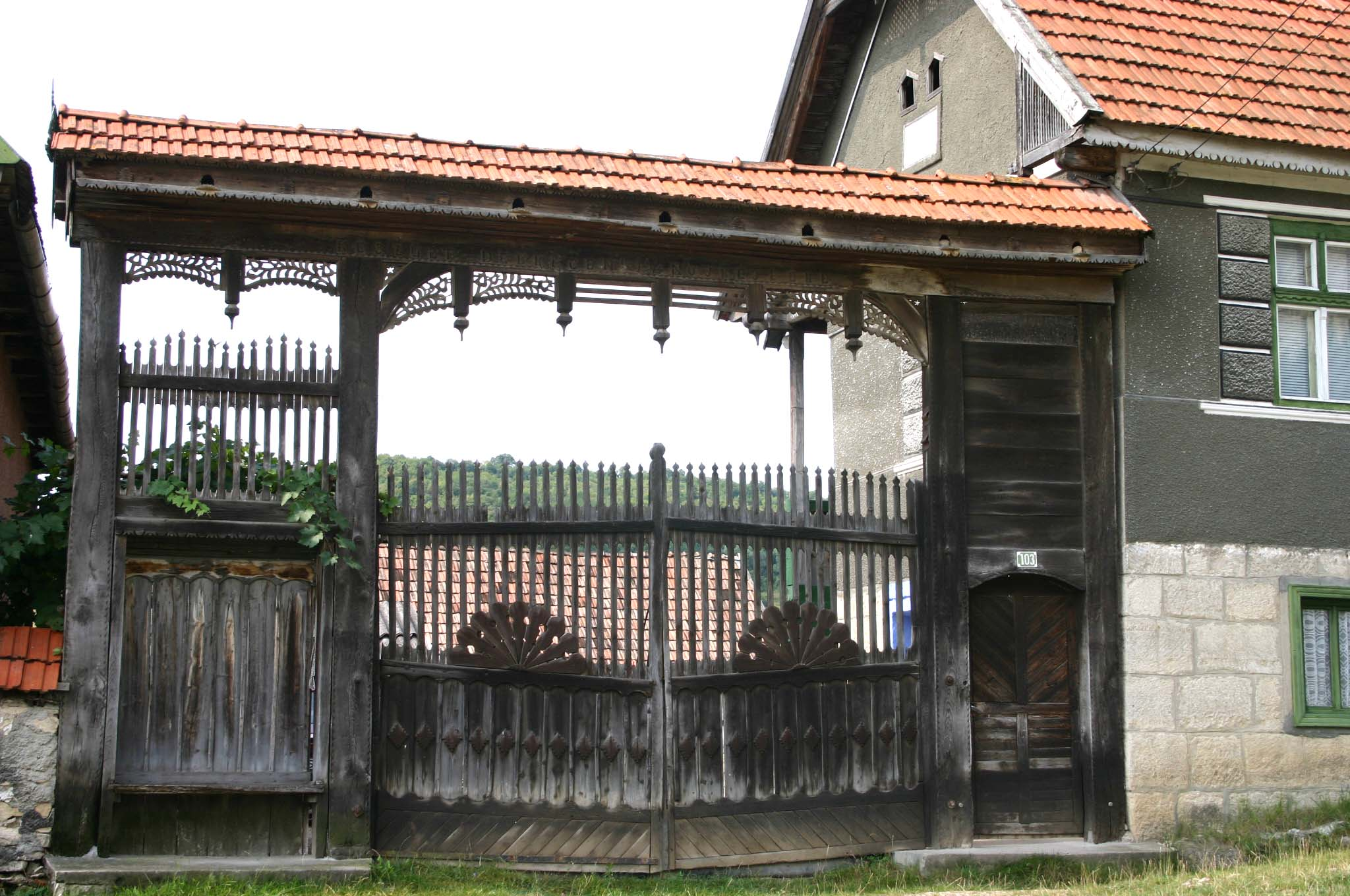
Kapu - Kispetri
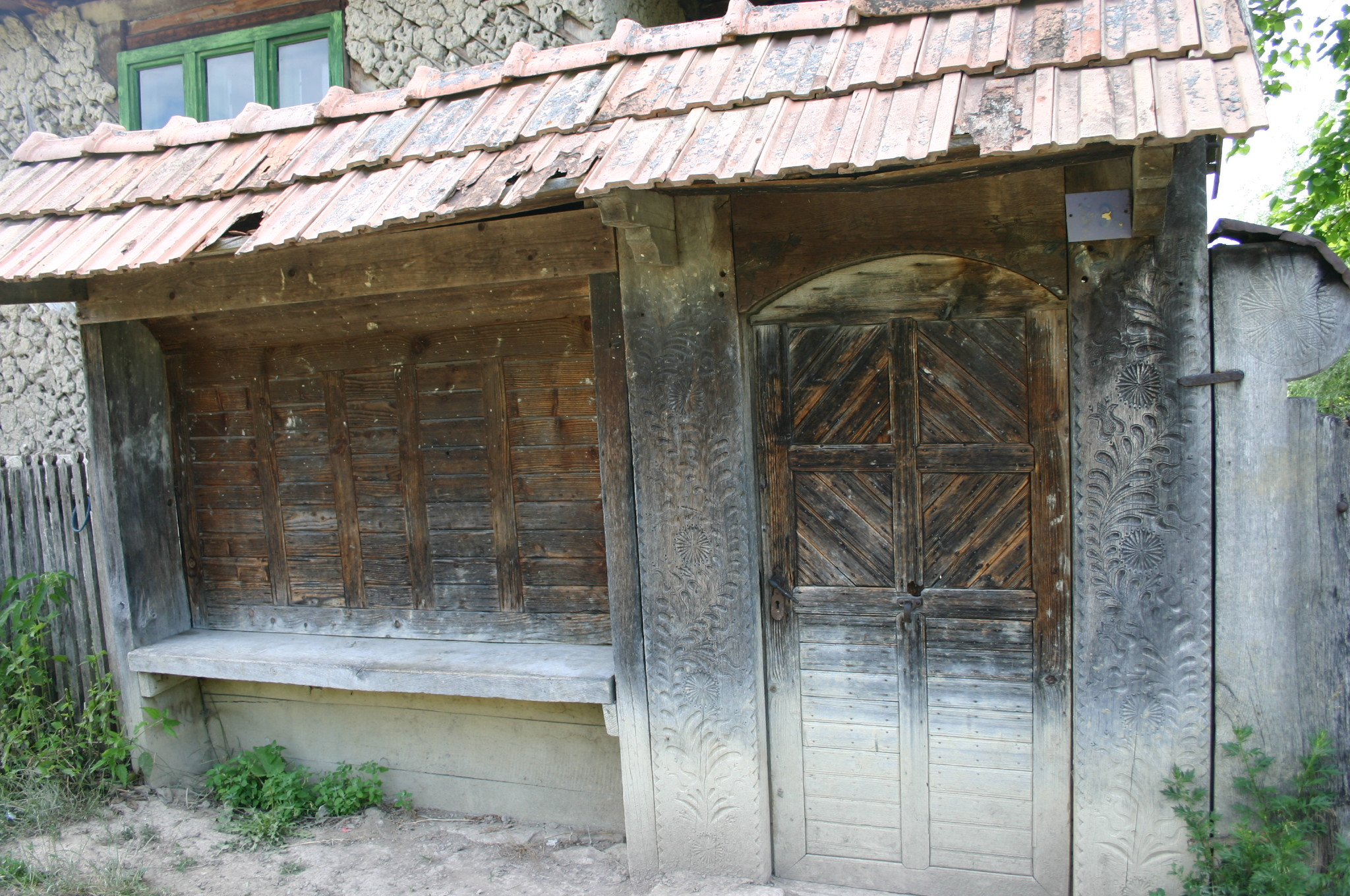
Kapu - Kispetri
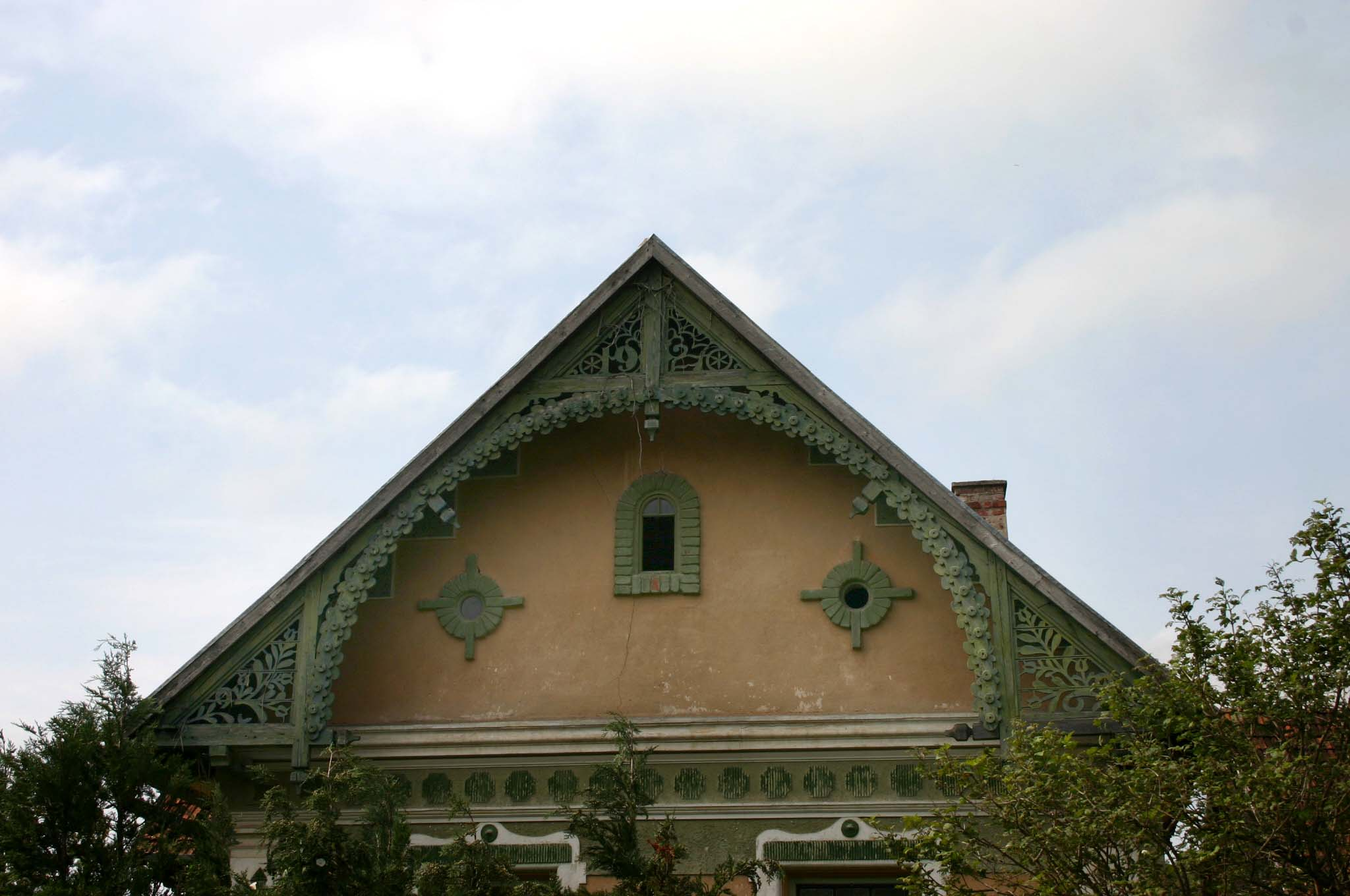
Oromzat - Kispetri
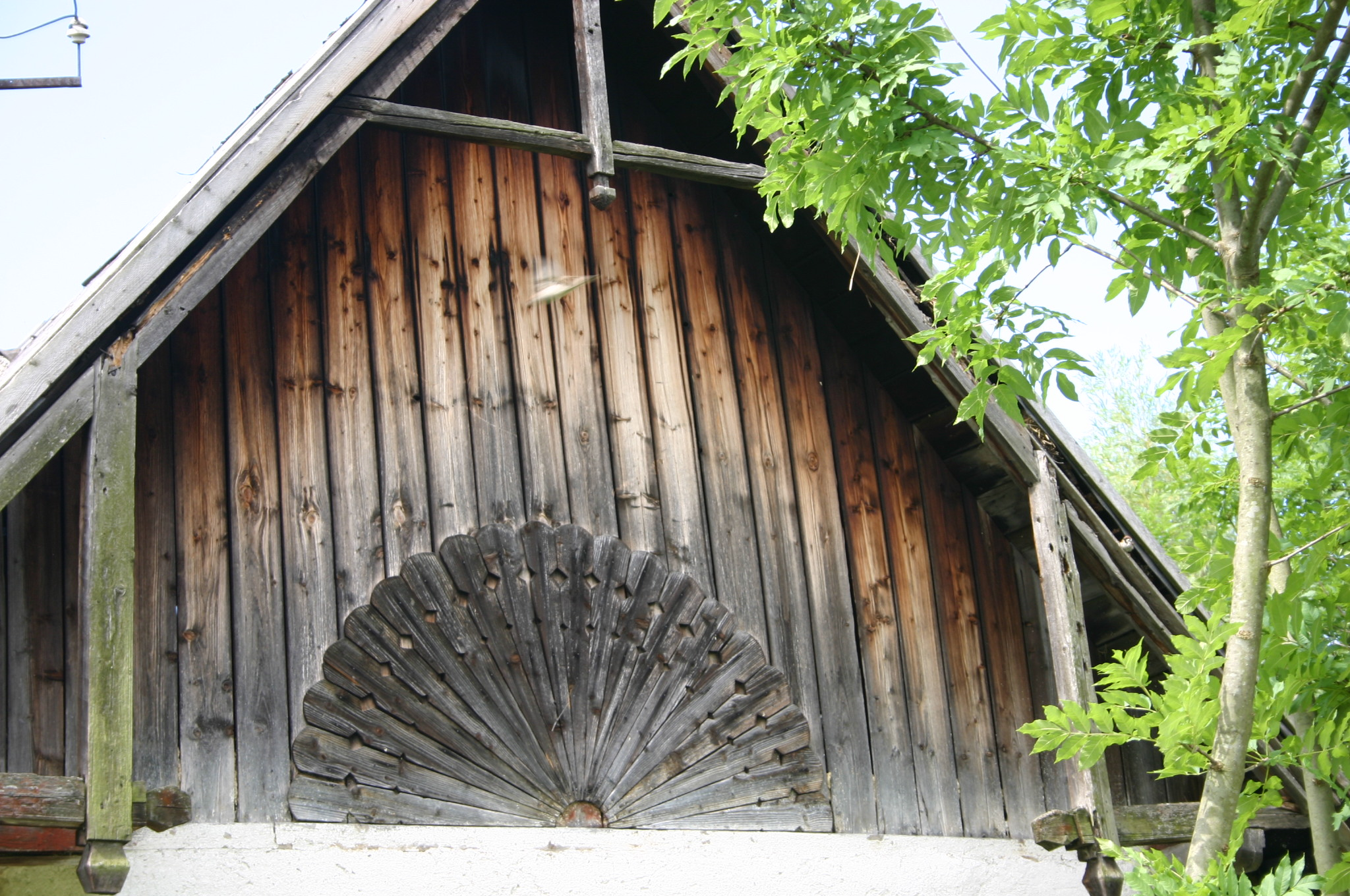
Oromzat - Kispetri
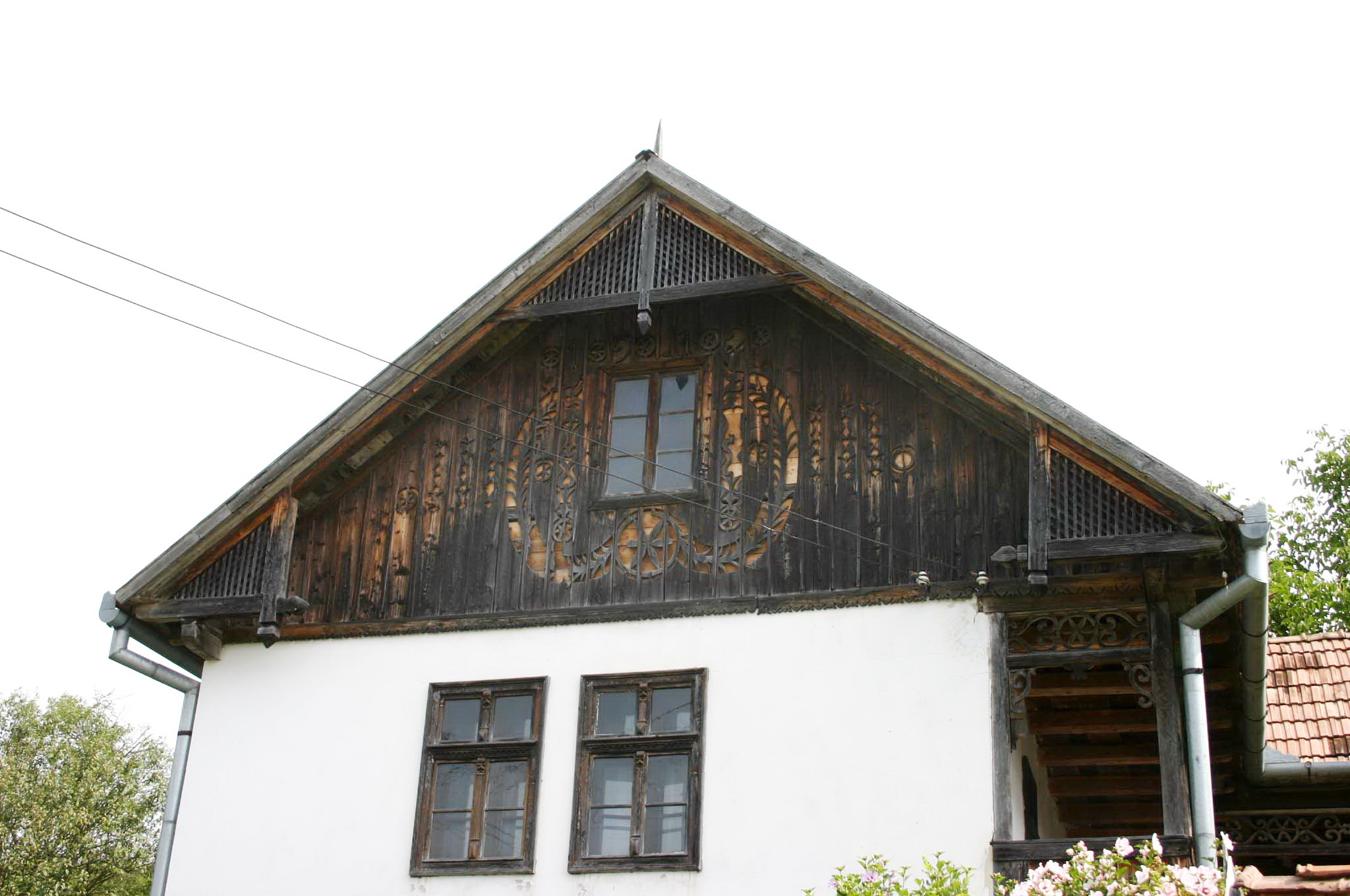
Oromzat - Kispetri
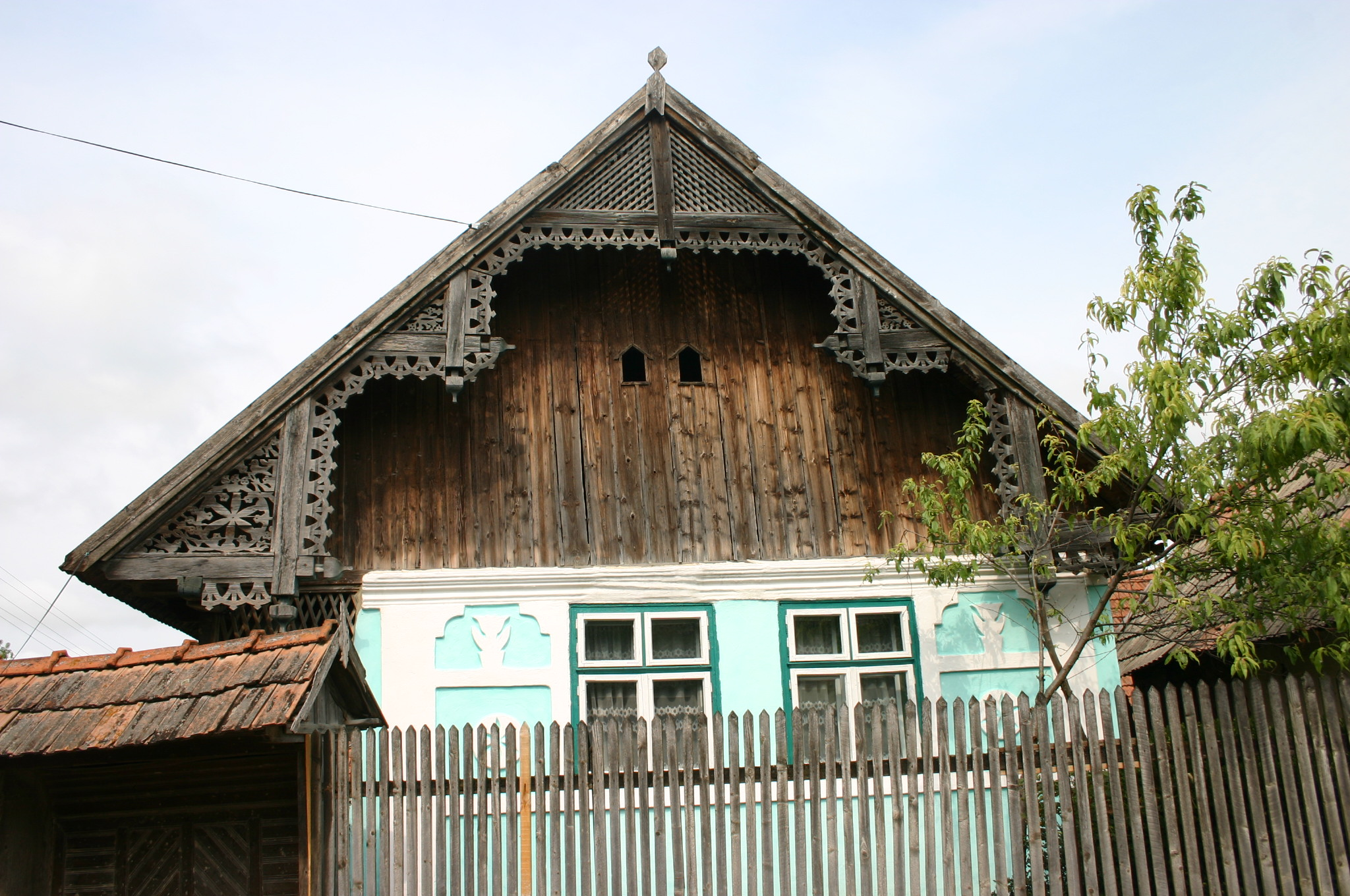
Oromzat - Kispetri
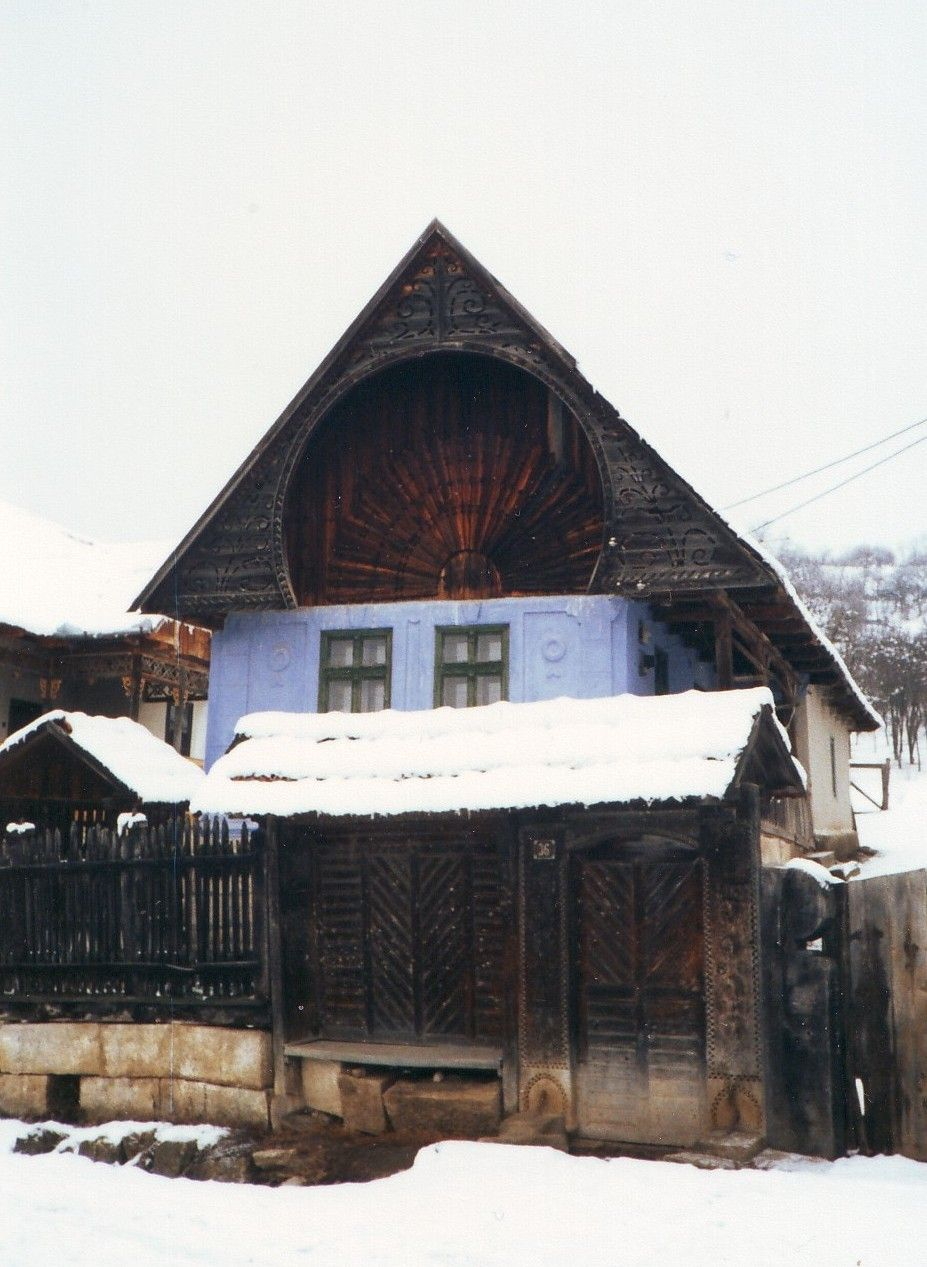
Kispetri télen